# Santaver
La cora de Santaver o Santavèria, en àrab Xantabariyya (شنتبرية) fou un dels districtes administratius de l'Àndalus en temps del valiat, emirat i califat de Còrdova, estenent-se per les modernes províncies de províncies de Conca, part de la província de Guadalajara i Terol. El seu nom deriva d'una arabització Celtibèria, nom que es donava a la ciutat d'Ercavica quan va passar a ser romana, i que fou la primera capital del districte o cora. L'Enciclopèdia de l'Islam en canvi diu que fou l'antiga Centobrigo (o més aviat Centobriga) derivat en Sontebria.
Al nord-oest arribava fins al naixement del riu Tajo, la vall del riu Túria, fin a Tirwal (Terol) i seguia per la depressió del riu Jiloca fins a Qalamusa (Calamocha, Saragossa). Cap a l'oest arribava fins a Mulin (Molina de Aragón, (Guadalajara), fent frontera en el riu Tajo fins a un punt determinant entre el castell de Welid i la muntanya toledana d'Awkaniya (Ocaña) al sud. Des d'aquí s'estenia fins a Uqlix (Uclés) i, pel riu Cabriol, fins al Túria. Sembla que va substituir a una antiga divisió visigoda anomenada "Hitació de Wamba" amb els tres bisbats de la província de Conca: Valeria, Segobriga i Ercavica a més d'altres zones afegides ja en temps dels musulmans.
La zona estava poblada principalment per amazics que es van revoltar diverses vegades; la revolta més important fou la del daï (missioner) fatimita Shakya ibn Abd al-Wahid, el 768 que no va poder ser sufocada fins al 776/777. La principal família amaziga de l'Àndalus, els Banu Mussa ibn Dhi-n-Nun la van agafar com a residència permanent per la seva inaccessibilitat i facilitat de defensa. Musa ibn Dhi l-Nun fou el primer i després els seus fills al-Fat·h i Mutàrrif, que es van revoltar contra Còrdova i van dominar la regió a la segona meitat del segle ix. A final del segle al-Fat·h va fundar Uclés i s'hi va traslladar; la regió va restar de fet independent fins al 924 quan Abd-ar-Rahman III a la tornada d'una expedició a Pamplona la va sotmetre; la governaven llavors Yahya ibn Mussa i el seu nebot Yahya ibn al-Fat·h ibn Mussa.
Queden restes del que se suposa que fou l'antiga fortalesa a 60 km a l'est de Guadalajara i 70 km al nord-oest de Conca, anomenada Castro de Santaver.

## Capital
Era una cora poc poblada i econòmicament dèbil, adscrita a la Marca Mitjana. La capitalitat de la cora va variar amb el temps: inicialment fou Ŝantabarīa (Ercavica), que el geògraf Yakut descriu així: "[…] ciutat enllaçada amb l'alfoz (entorn rural) de Medinaceli, a l'Ándalus. Està situada a l'est de Còrdova. És una gran ciutat que té riqueses naturals i inclou molts castells; a les seves terres hi ha noguers i avellaners; es troba a 80 parasangues de Còrdova". La capitalitat va passar després a Uklish (Uclés), després a Walma (Huélamo) i al-Qannit (Cañete), que n'era la capital en època califal, i finalment a Qunka (Conca), fundada per Almansor el 999. Amb la desaparició del califat a l'inici del segle xi va passar a fer part de la Taifa de Toledo.